# Nicolas de Bellièvre
Pour les autres membres de la famille, voir Famille de Bellièvre.
Nicolas de Bellièvre, né en 1583 et décédé à Paris le 8 juillet 1650, est un homme d'État français.

## Biographie
Fils de Pomponne de Bellièvre (1529-1607), il est :
- 1602 - Conseiller au Parlement de Paris
- 1612 - Procureur général au Parlement de Paris
- 1614 - Président à mortier du Parlement de Paris
- 1642 - Se démet de ses fonctions en faveur de son fils.
- 1642 - Conseiller d'État.

Il épouse le 18 janvier 1605 Claude Brûlart la fille de Nicolas Brûlart de Sillery, d'où Pomponne II.
Propriétaire du domaine de Grignon acheté par son père à Diane de Poitiers à l'ouest de Saint-Germain-en-Laye, il y fait édifier en 1636 l'actuel château de Grignon dans le style Louis XIII. Le domaine est aujourd'hui, et depuis le don qu'en fit Charles X à l'Institution royale agronomique de Grignon, la propriété de l'Institut national agronomique.
Il meurt en tant que doyen du Conseil d'État, mais sa date d'entrée en fonction est inconnue.